# Großer Preis der Schweiz 1947
Der VII. Große Preis der Schweiz fand am 8. Juni 1947 auf der Bremgarten-Rundstrecke in Bremgarten bei Bern statt. Das Rennen war das erste Grande Épreuve nach dem Zweiten Weltkrieg und wurde nach der für dieses Jahr neu festgelegten Internationalen Grand-Prix-Formel (Rennwagen bis 1,5 Liter Hubraum mit Kompressor oder bis 4,5 Liter Hubraum ohne Kompressor) ausgetragen. In zwei Vorläufen von je 20 Runde à 7,280 km qualifizierten sich jeweils zehn Teilnehmer für den Endlauf über 30 Runden, was einer Renndistanz von 145,6 km für die Vorläufe und 218,4 km für den Endlauf entsprach.
Sieger wurde Jean-Pierre Wimille auf einem Alfa Romeo Tipo 158 Alfetta.

## Das Rennen
Das erste Grande Épreuve der Nachkriegszeit war gleichzeitig das erste Rennen der neuen Saison unter Beteiligung von Alfa Romeo. Mit seinen mittlerweile etwa 275 PS starken „Alfettas“ war das Team praktisch kaum noch zu schlagen, trat aber nicht zuletzt aufgrund des Aufwands zur Aufrechterhaltung eines solch hohen Niveaus jedoch nur bei den wirklich prestigeträchtigsten Rennen an. Entsprechend war auch die Fahrerbesetzung, bestehend aus dem wiedererstarkten und von seiner Drogensucht geheilten Vorkriegs-As Achille Varzi, seinem teamintern erbitterten Rivalen Jean-Pierre Wimille und dem bewährten Carlo Felice Trossi. Mit dem Einsatz von Chef-Testfahrer Consalvo Sanesi im vierten Auto kam Alfa Romeo als staatlich geführtes Unternehmen vor allem dem Verlangen der starken italienischen Gewerkschaften nach einem Vertreter der Arbeiterklasse neben den drei Herrenfahrern bei der Teambesetzung nach. Um angesichts der starken Rivalität zwischen den Fahrern allzu riskante Zweikämpfe auf der Strecke von vorneherein zu verhindern, hatte Alfa-Romeo-Rennleiter Giovanbattista Guidotti dabei für dieses Rennen Wimille als Sieger vorherbestimmt, wobei bei dieser Entscheidung sowohl auch politische Aspekte als auch Vermarktungsgründe eine Rolle spielten.
Hauptgegner für Alfa Romeo – sowohl an Qualität wie auch an Masse – waren die zahlreichen Maserati 4CL, die von verschiedenen Teams wie auch einigen Privatfahrern eingesetzt wurden, und immerhin die Hälfte des Teilnehmerfelds besetzten. Spitzenfahrer im Maserati-Lager waren Luigi Villoresi und der noch als Nachwuchsfahrer geltende Alberto Ascari für die Scuderia Ambrosiana, Raymond Sommer und der siamesische Prinz „B. Bira“ für die Scuderia Milan, sowie Grand-Prix-Veteran Louis Chiron, der für dieses Rennen einen Maserati 4CL des Schweizer Rennstalls Écurie Autosport angemietet hatte. Das 1939 zunächst noch als Voiturette herausgekommene Modell war zwar handlicher und leichter als die Alfetta, aber mit nur 220 PS an Motorleistung klar unterlegen. Und trotz der für einen Grand Prix ungewöhnlich kurzen Laufdistanzen des Berner Rennens, kam der 4CL im Gegensatz zu seinem übermächtigen Konkurrenten obendrein nicht ohne Tankstopp über die Runden.
Der Rest des Felds bestand im Wesentlichen aus einigen älteren britischen ERA, einer Anzahl von Delage Type D.6.70 Rennsportwagen sowie einigen ebenfalls zu Rennwagen umgewandelten (französisch: „coursifée“) Lago-Talbot und Delahaye, die jedoch mit dem Ausgang des Rennens von vorneherein nichts zu tun hatten.
Wie schon 1939 wurde das Rennen in Form von zwei Vor- und einem Hauptlauf ausgetragen, wobei die jeweils zehn besten Teilnehmer aus den beiden Qualifikationsrennen im Finalrennen startberechtigt waren. Ein großes Problem stellte am Renntag jedoch die nahezu unkontrollierbare Masse von über 100.000 Zuschauern dar, die den Rand der stets besonders unfallträchtigen schmalen, zum Teil mit tückischem Kopfsteinpflaster versehenen Rennpiste im Berner Bremgartenwald in dichten Reihen säumten. So kam es schon nach dem ersten Vorlauf, den Varzi mit seinem Alfa Romeo trotz eines heftigen Wolkenbruchs souverän vor seinem Teamkollegen Trossi gewonnen hatte, zu einem ersten tragischen Zwischenfall, als dem Sieger auf seiner Auslaufrunde ein neunjähriger Junge vors Auto lief, der bei dem Unfall auf der Stelle getötet wurde.
Im zweiten Vorlauf kam dann der Brite Leslie Johnson mit seinem umgebauten Talbot T150C-Rennsportwagen bei noch nicht wieder vollständig getrockneter Strecke von der Fahrbahn ab und tötete dabei zwei weitere Zuschauer, während Wimille und Sanesi auch hier den erwartungsgemäßen Alfa-Romeo-Erfolg sicherstellten.
Im Finalrennen konnte dann Sommer mit seinem Maserati dem hinter Wimille zweitplatzierten Alfa Romeo von Varzi überraschenderweise lange Zeit folgen, bis der Zweikampf zur Halbzeit des Rennens durch den fälligen Tankstopp des Maseratis entschieden wurde. Immerhin konnte der Franzose danach wenigstens den vierten Platz vor Sanesi behaupten und damit hinter Wimille, Varzi und Trossi einen Vierfachsieg für Alfa Romeo noch verhindern.

## Meldeliste
| Team                          | Nr. | Fahrer                             | Info  | Chassis                              | Motor                           | Reifen |
| ----------------------------- | --- | ---------------------------------- | ----- | ------------------------------------ | ------------------------------- | ------ |
| Écurie Gersac                 | 02  | Roger Loyer                        |       | Delage Type D 6-3 Litres             | Delage 3.0L I6                  |        |
| Écurie Gersac                 | 08  | Robert Klempener a                 |       | Delage Type D 6-3 Litres             | Delage 3.0L I6                  |        |
| Écurie Gersac                 | 10  | Ernst Hürzeler                     |       | Delage Type D 6-3 Litres             | Delage 3.0L I6                  |        |
| Écurie Gersac                 | 12  | Henri Louveau                      |       | Delage Type D 6-3 Litres             | Delage 3.0L I6                  |        |
| Écurie Gersac                 | 14  | Maurice Trintignant                |       | Delage Type D 6-3 Litres             | Delage 3.0L I6                  |        |
| Écurie Gersac                 | 02  | „Pierre Levegh“                    | RES   |                                      |                                 |        |
| Écurie Gersac                 | 08  | Jean Achard                        | RES   |                                      |                                 |        |
| Écurie France                 | 04  | Eugène Chaboud b                   |       | Delahaye 135S „Coursifée“            | Delahaye 3.6L I6                |        |
| Écurie France                 | 06  | Yves Giraud-Cabantous              | DNA   | Delahaye 135S „Coursifée“            | Delahaye 3.6L I6                |        |
| Écurie Naphtra Course         | 16  | „Raph“                             |       | Maserati 4CL                         | Maserati 4CL 1.5L I4 Kompressor |        |
| Écurie Rosier                 | 18  | Louis Rosier                       |       | Talbot-Lago T150SS „Coursifée“       | Talbot 4.0L I6                  |        |
| Société SIMEN                 | 20  | Benoît Falchetto                   | DNA   | SIMEN-Bugatti Type 35/50B „Spéciale“ | Bugatti 4.5L I8                 |        |
| Scuderia Milan                | 22  | Raymond Sommer c                   |       | Maserati 4CL                         | Maserati 4CL 1.5L I4 Kompressor |        |
| Scuderia Milan                | 48  | Nello Pagani                       |       | Maserati 4CL                         | Maserati 4CL 1.5L I4 Kompressor |        |
| Scuderia Milan                | 52  | „B. Bira“ d                        |       | Maserati 6CM                         | Maserati 4CL 1.5L I4 Kompressor |        |
| Scuderia Milan                | 50  | Nino Grieco                        |       | Maserati 6CM                         | Maserati 1.5L I6 Kompressor     |        |
| Scuderia Milan                | 50  | Arialdo Ruggeri                    | RES   |                                      |                                 |        |
| R. Cowell & G. Watson         | 24  | Gordon Watson                      |       | Alta „IFS“ e                         | Alta 1.5L I4 Kompressor         |        |
| R. Ansell                     | 26  | Robert Ansell                      |       | Maserati 4CL                         | Maserati 4CL 1.5L I4 Kompressor |        |
| L. Johnson                    | 28  | Leslie Johnson                     |       | Talbot-Lago T150C „Coursifée“        | Talbot 4.0L I6                  |        |
| R. Mays                       | 30  | Raymond Mays                       |       | ERA D-Type                           | ERA 1.5L I6 Kompressor          |        |
| Alfa Corse                    | 32  | Consalvo Sanesi                    |       | Alfa Romeo 158                       | Alfa Romeo 1.5L I8 Kompressor   |        |
| Alfa Corse                    | 34  | Carlo Felice Trossi                |       | Alfa Romeo 158                       | Alfa Romeo 1.5L I8 Kompressor   |        |
| Alfa Corse                    | 36  | Achille Varzi                      |       | Alfa Romeo 158                       | Alfa Romeo 1.5L I8 Kompressor   |        |
| Alfa Corse                    | 38  | Jean-Pierre Wimille                |       | Alfa Romeo 158                       | Alfa Romeo 1.5L I8 Kompressor   |        |
| G. Barbieri                   | 40  | Guido Barbieri                     | DNA   | Maserati 4CL                         | Maserati 4CL 1.5L I4 Kompressor |        |
| Scuderia E. Platé             | 42  | Enrico Platé/ („B. Bira“) f        |       | Maserati 4CL(T) g                    | Maserati 4CL 1.5L I4 Kompressor |        |
| Scuderia Ambrosiana           | 44  | Luigi Villoresi                    |       | Maserati 4CL(T)                      | Maserati 4CL 1.5L I4 Kompressor |        |
| Écurie Autosport              | 46  | Louis Chiron                       |       | Maserati 4CL                         | Maserati 4CL 1.5L I4 Kompressor |        |
| Écurie Autosport              | 54  | Emmanuel de Graffenried            |       | Maserati 4CL(T)                      | Maserati 4CL 1.5L I4 Kompressor |        |
| C. Kautz                      | 56  | Christian Kautz                    | DNA   | Maserati 4CL                         | Maserati 4CL 1.5L I4 Kompressor |        |
| A. Mandirola                  | 58  | Adolfo Mandirola                   |       | Maserati 6CM „Speziale“              | Maserati 1.5L I6 Kompressor     |        |
| „B. Bira“                     | 60  | „B. Bira“                          | DNA h | Maserati 4CL(T)                      | Maserati 4CL 1.5L I4 Kompressor |        |
| Écurie Lucy O’Reilly Schell k | 62  | Harry Schell/ (Raymond de Saugé) j |       | Cisitalia D46                        | Fiat 1.1L I4                    |        |
| Écurie Lucy O’Reilly Schell k | 64  | Raymond de Saugé l                 |       | Cisitalia D46                        | Fiat 1.1L I4                    |        |

## Klassifikation

### Vorlauf 1

#### Startaufstellung
| 3                    |                   | 2                   |                   | 1                   |
| -------------------- | ----------------- | ------------------- | ----------------- | ------------------- |
| „B. Bira“ 3:02,2 min |                   | Varzi 2:55,5 min    |                   | Trossi 2:42.9 min   |
|                      | 5                 |                     | 4                 |                     |
|                      | Ansell 3:16,7 min |                     | Mays 3:10,0 min   |                     |
| 8                    |                   | 7                   |                   | 6                   |
| Grieco 3:27 min      |                   | de Saugé 3:23,1 min |                   | Pagani 3:22,1 min   |
|                      | 10                |                     | 9                 |                     |
|                      | Schell 3:37,0 min |                     | Watson 3:27,9 min |                     |
|                      |                   | 12                  |                   | 11                  |
|                      |                   | Platé 4:07,1 min    |                   | „Robert“ 3:45,5 min |

#### Rennergebnis
| Pos. | Nr. | Fahrer              | Konstrukteur | Runden | Zeit        | Ausfallgrund |
| ---- | --- | ------------------- | ------------ | ------ | ----------- | ------------ |
| 1    | 36  | Achille Varzi       | Alfa Romeo   | 20     | 1:03:37,5 h |              |
| 2    | 34  | Carlo Felice Trossi | Alfa Romeo   | 20     | 1:03:38,1 h |              |
| 3    | 30  | Raymond Mays        | ERA          | 20     | 1:06:00,9 h |              |
| 4    | 48  | Nello Pagani        | Maserati     | 20     | 1:06:20,0 h |              |
| 5    | 26  | Robert Ansell       | Maserati     | 20     | 1:07:03,3 h |              |
| 6    | 50  | Nino Grieco         | Maserati     | 17     | + 3 Runden  |              |
| 7    | 62  | Harry Schell        | Cisitalia    | 17     | + 3 Runden  |              |
| 8    | 42  | Enrico Platé        | Maserati     | 15     | + 5 Runden  |              |
| DNF  | 24  | Gordon Watson       | Alta         | 11     |             | Riss im Tank |
| DNF  | 52  | „B. Bira“           | Maserati     | 7      |             | Hinterachse  |
| DNF  | 64  | Raymond de Saugé    | Cisitalia    | 3      |             | Zündung      |
| DNF  | 52  | „Robert“            | Delage       | 2      |             | Lenkung      |

Schnellste Rennrunde:  Carlo Felice Trossi (Alfa Romeo), 3:01,0 min = 144,8 km/h

### Vorlauf 2

#### Startaufstellung
| 3                      |                            | 2                    |                    | 1                  |
| ---------------------- | -------------------------- | -------------------- | ------------------ | ------------------ |
| Sanesi 3:02,4 min      |                            | Villoresi 2:58,1 min |                    | Wimille 2:47,9 min |
|                        | 5                          |                      | 4                  |                    |
|                        | Johnson 3:19,4 min         |                      | Sommer 3:15,8 min  |                    |
| 8                      |                            | 7                    |                    | 6                  |
| Trintignant 3:24,7 min |                            | Louveau 3:23 min     |                    | Chiron 3:19,4 min  |
|                        | 10                         |                      | 9                  |                    |
|                        | Rosier 3:27,7 min          |                      | Chaboud 3:25 min   |                    |
| 13                     |                            | 12                   |                    | 11                 |
| Mandirola 3:47,9 min   |                            | Hürzeler 3:40,0 min  |                    | Loyer 3:28 min     |
|                        | 15                         |                      | 14                 |                    |
|                        | de Graffenried (unbekannt) |                      | „Raph“ (unbekannt) |                    |

#### Rennergebnis
| Pos. | Nr. | Fahrer                  | Konstrukteur | Runden | Zeit        | Ausfallgrund |
| ---- | --- | ----------------------- | ------------ | ------ | ----------- | ------------ |
| 1    | 38  | Jean-Pierre Wimille     | Alfa Romeo   | 20     | 57:46,3 min |              |
| 2    | 32  | Consalvo Sanesi         | Alfa Romeo   | 20     | 59:56,5 min |              |
| 3    | 44  | Luigi Villoresi         | Maserati     | 20     | 1:00:15,0 h |              |
| 4    | 46  | Louis Chiron            | Maserati     | 20     | 1:00:18,7 h |              |
| 5    | 22  | Raymond Sommer          | Maserati     | 20     | 1:00:43,3 h |              |
| 6    | 16  | „Raph“                  | Maserati     | 18     | + 2 Runden  |              |
| 7    | 14  | Maurice Trintignant     | Delage       | 18     | + 2 Runden  |              |
| 8    | 12  | Henri Louveau           | Delage       | 18     | + 2 Runden  |              |
| 9    | 54  | Emmanuel de Graffenried | Maserati     | 18     | + 2 Runden  |              |
| 10   | 4   | Eugène Chaboud          | Delahaye     | 18     | + 2 Runden  |              |
| 11   | 4   | Louis Rosier            | Talbot       | 17     | + 3 Runden  |              |
| 12   | 10  | Ernst Hürzeler          | Delage       | 15     | + 5 Runden  |              |
| DNF  | 28  | Leslie Johnson          | Talbot       | 11     |             | Unfall       |
| DNF  | 2   | Roger Loyer             | Delage       | 6      |             | Pleuellager  |
| DNF  | 58  | Adolfo Mandirola        | Maserati     | 1      |             | Schalthebel  |

Schnellste Rennrunde:  Raymond Sommer (Maserati), 2:56,6 min = 157,3 km/h

### Finale

#### Startaufstellung
| 3           |           | 2              |          | 1         |
| ----------- | --------- | -------------- | -------- | --------- |
| Sanesi      |           | Varzi          |          | Wimille   |
|             | 5         |                | 4        |           |
|             | Villoresi |                | Trossi   |           |
| 8           |           | 7              |          | 6         |
| Pagani      |           | Chiron         |          | Mays      |
|             | 10        |                | 9        |           |
|             | Ansell    |                | Sommer   |           |
| 13          |           | 12             |          | 11        |
| Trintignant |           | Grieco         |          | „Raph“    |
|             | 15        |                | 14       |           |
|             | Louveau   |                | de Saugé |           |
| 18          |           | 17             |          | 16        |
| Chaboud     |           | de Graffenried |          | „B. Bira“ |
|             | 20        |                | 19       |           |
|             | Hürzeler  |                | Rosier   |           |

#### Rennergebnis
| Pos. | Nr. | Fahrer                  | Konstrukteur | Runden | Zeit        | Ausfallgrund   |
| ---- | --- | ----------------------- | ------------ | ------ | ----------- | -------------- |
| 1    | 38  | Jean-Pierre Wimille     | Alfa Romeo   | 30     | 1:25:09,1 h |                |
| 2    | 36  | Achille Varzi           | Alfa Romeo   | 30     | 1:25:53,8 h |                |
| 3    | 34  | Carlo Felice Trossi     | Alfa Romeo   | 30     | 1:27:27,5 h |                |
| 4    | 22  | Raymond Sommer          | Maserati     | 29     | + 1 Runde   |                |
| 5    | 32  | Consalvo Sanesi         | Alfa Romeo   | 29     | + 1 Runde   |                |
| 6    | 44  | Luigi Villoresi         | Maserati     | 29     | + 1 Runde   |                |
| 7    | 48  | Nello Pagani            | Maserati     | 28     | + 2 Runden  |                |
| 8    | 42  | „B. Bira“               | Maserati     | 28     | + 2 Runden  |                |
| 9    | 54  | Emmanuel de Graffenried | Maserati     | 27     | + 3 Runden  |                |
| 10   | 16  | „Raph“                  | Maserati     | 27     | + 3 Runden  |                |
| 11   | 16  | Robert Ansell           | Maserati     | 26     | + 4 Runden  |                |
| 12   | 12  | Henri Louveau           | Delage       | 26     | + 4 Runden  |                |
| 13   | 46  | Louis Chiron            | Maserati     | 25     | + 5 Runden  |                |
| 14   | 10  | Ernst Hürzeler          | Delage       | 25     | + 5 Runden  |                |
| 15   | 18  | Louis Rosier            | Talbot       | 25     | + 5 Runden  |                |
| 16   | 4   | Eugène Chaboud          | Delahaye     | 24     | + 6 Runden  |                |
| 17   | 50  | Nino Grieco             | Maserati     | 24     | + 6 Runden  |                |
| DNF  | 30  | Raymond Mays            | ERA          | 23     |             | Antriebsstrang |
| DNF  | 14  | Maurice Trintignant     | Delage       | 11     |             | Benzinpumpe    |
| DNF  | 64  | Raymond de Saugé        | Cisitalia    | 7      |             | Differential   |

Schnellste Rennrunde:  Jean-Pierre Wimille (Alfa Romeo), 2:47,0 min = 156,9 km/h